# 보렐 집합
측도론에서 보렐 집합(Borel集合, 영어: Borel set)은 열린집합들로부터 가산 합집합 · 가산 교집합 · 차집합 연산을 가산 번 반복하여 만들 수 있는 집합이다.

## 정의
위상 공간 {\displaystyle (X,{\mathcal {U}})}의 보렐 시그마 대수(Borelσ代數, 영어: Borel sigma-algebra) {\displaystyle {\mathcal {B}}(X)} 또는 {\displaystyle {\boldsymbol {\Delta }}_{1}^{1}(X)}는 열린집합들의 집합 {\displaystyle {\mathcal {U}}}를 포함하는 최소의 시그마 대수이다.:68, §11.A:83, §3.1
(후자의 기호는 사영 위계의 표기법에서 유래한다.) {\displaystyle X}의 보렐 집합은 그 보렐 시그마 대수의 원소이다. 즉, 열린집합으로부터 가산 번의 가산 합집합·가산 교집합·차집합 연산을 사용하여 정의할 수 있는 집합이다.
보렐 측도(Borel測度, 영어: Borel measure)는 보렐 시그마 대수에 대하여 정의되는 측도이다. 위상 공간 {\displaystyle X}의 보렐 가측 공간(영어: Borel measurable space)은 보렐 시그마 대수를 갖춘 가측 공간이다.

### 보렐 위계
만약 {\displaystyle (X,{\mathcal {U}})}가 거리화 가능 공간일 경우, 보렐 시그마 대수 {\displaystyle {\boldsymbol {\Delta }}_{1}^{1}(X)}는 초한 귀납법을 사용하여, 구체적으로 다음과 같이 정의할 수 있다.
임의의 순서수 {\displaystyle \alpha >0}에 대하여, 다음과 같은 보렐 위계(Borel位階, 영어: Borel hierarchy)를 정의하자.:68, §II.B
{\displaystyle {\boldsymbol {\Sigma }}_{1}^{0}(X)={\mathcal {U}}} (모든 열린집합들의 집합)
{\displaystyle {\boldsymbol {\Pi }}_{\alpha }^{0}(X)=\{X\setminus S\colon S\in {\boldsymbol {\Sigma }}_{\alpha }^{0}\}}
{\displaystyle {\boldsymbol {\Sigma }}_{\alpha }^{0}(X)=\left\{\bigcup _{i\in \mathbb {N} }X_{i}\colon \forall i\in \mathbb {N} (X_{i}\in {\boldsymbol {\Pi }}_{\alpha _{i}}^{0}\land \alpha _{i}<\alpha )\right\}\qquad (\alpha >1)}
{\displaystyle {\boldsymbol {\Delta }}_{\alpha }^{0}(X)={\boldsymbol {\Sigma }}_{\alpha }^{0}(X)\cap {\boldsymbol {\Pi }}_{\alpha }^{0}(X)}
그렇다면 다음이 성립한다.
- {\displaystyle \bigcup _{\alpha <\omega _{1}}{\boldsymbol {\Sigma }}_{\alpha }^{0}=\bigcup _{\alpha <\omega _{1}}{\boldsymbol {\Pi }}_{\alpha }^{0}=\bigcup _{\alpha <\omega _{1}}{\boldsymbol {\Delta }}_{\alpha }^{0}={\boldsymbol {\Delta }}_{1}^{1}(X)}
- 임의의 순서수 {\displaystyle \alpha >0}에 대하여, {\displaystyle {\boldsymbol {\Sigma }}_{\alpha }^{0}(X)\cup {\boldsymbol {\Pi }}_{\alpha }^{0}(X)\subseteq {\boldsymbol {\Delta }}_{\alpha +1}^{0}(X)}

즉, 다음과 같은 포함 관계가 존재한다.:69, §11.B
{\displaystyle {\begin{matrix}&&{\boldsymbol {\Sigma }}_{1}^{0}&&&&{\boldsymbol {\Sigma }}_{2}^{0}&&&\cdots \\&\nearrow &&\searrow &&\nearrow &&\searrow \\{\boldsymbol {\Delta }}_{1}^{0}&&&&{\boldsymbol {\Delta }}_{2}^{0}&&&&{\boldsymbol {\Delta }}_{3}^{0}&\cdots \\&\searrow &&\nearrow &&\searrow &&\nearrow \\&&{\boldsymbol {\Pi }}_{1}^{0}&&&&{\boldsymbol {\Pi }}_{2}^{0}&&&\cdots \end{matrix}}}
여기서 {\displaystyle A\to B}는 {\displaystyle A\subseteq B}를 의미한다.
보렐 위계의 일부 단계의 원소들은 다음과 같은 특별한 이름을 갖는다.
| 보렐 위계의 단계                                | 이름                                                    |
| ----------------------------------------------- | ------------------------------------------------------- |
| {\displaystyle {\boldsymbol {\Delta }}_{1}^{0}} | 열린닫힌집합들의 집합                                   |
| {\displaystyle {\boldsymbol {\Sigma }}_{1}^{0}} | 열린집합들의 집합                                       |
| {\displaystyle {\boldsymbol {\Pi }}_{1}^{0}}    | 닫힌집합들의 집합                                       |
| {\displaystyle {\boldsymbol {\Sigma }}_{2}^{0}} | Fσ 집합(Fσ集合, 영어: Fσ set)들의 집합:44, §2.1:1, §1.A |
| {\displaystyle {\boldsymbol {\Pi }}_{2}^{0}}    | Gδ 집합(Gδ集合, 영어: Gδ set)들의 집합:44, §2.1:1, §1.A |

## 성질

### 연산에 대한 닫힘
두 위상 공간 {\displaystyle X,Y} 사이의 연속 함수 {\displaystyle f\colon X\to Y}는 (보렐 시그마 대수에 대하여) 가측 함수이다. 즉, 보렐 집합 {\displaystyle S\subseteq Y}의 원상 {\displaystyle f^{-1}(S)\subseteq X}은 보렐 집합이다. (반면, 만약 {\displaystyle X=Y=\mathbb {R} }일 경우, 르베그 가측 집합의 연속 함수에 대한 원상은 일반적으로 르베그 가측 집합이 아니다.) 보렐 집합의 연속 함수에 대한 상은 보렐 집합이 아닐 수 있다. 만약 {\displaystyle X}와 {\displaystyle Y}가 폴란드 공간이라면, 보렐 집합의 상은 해석적 집합이다.
다음이 성립한다.:116
| 집합족                                                | 유한 교집합에 대해 닫힘 | 가산 교집합에 대해 닫힘 | 유한 합집합에 대해 닫힘 | 가산 합집합에 대해 닫힘 | 여집합에 대해 닫힘 | 연속 함수에 대한 상 | 보렐 가측 함수에 대한 원상 |
| ----------------------------------------------------- | ----------------------- | ----------------------- | ----------------------- | ----------------------- | ------------------ | ------------------- | -------------------------- |
| {\displaystyle {\boldsymbol {\Delta }}_{\alpha }^{0}} | ⭕                      | ❌                      | ⭕                      | ❌                      | ⭕                 | ❌                  | ❌                         |
| {\displaystyle {\boldsymbol {\Sigma }}_{\alpha }^{0}} | ⭕                      | ❌                      | ⭕                      | ⭕                      | ❌                 | ❌                  | ❌                         |
| {\displaystyle {\boldsymbol {\Pi }}_{\alpha }^{0}}    | ⭕                      | ⭕                      | ⭕                      | ❌                      | ❌                 | ❌                  | ❌                         |
| {\displaystyle {\boldsymbol {\Delta }}_{1}^{1}}       | ⭕                      | ⭕                      | ⭕                      | ⭕                      | ⭕                 | ❌                  | ⭕                         |

### 보렐 집합의 수
폴란드 공간 {\displaystyle X}의 보렐 집합의 수는 다음과 같다.
{\displaystyle |{\boldsymbol {\Delta }}_{1}^{1}(X)|=2^{\min\{|X|,\aleph _{0}\}}}
반면, 실수의 르베그 가측 집합의 수는
{\displaystyle |{\mathcal {L}}(\mathbb {R} )|=2^{2^{\aleph _{0}}}}
이다. 이는 크기가 {\displaystyle 2^{\aleph _{0}}}이며 측도가 0인 보렐 집합(예를 들어, 칸토어 집합)이 존재하며, 측도가 0인 보렐 집합의 모든 부분 집합은 르베그 가측 집합이기 때문이다.

### 분리 정리
루진-노비코프 분리 정리에 따르면, 임의의 폴란드 공간 {\displaystyle X} 속의 가산 개의 해석적 집합들의 집합족 {\displaystyle \{A_{i}\}_{i\in I}\subseteq {\boldsymbol {\Sigma }}_{1}^{1}(X)}, {\displaystyle |I|\leq \aleph _{0}}에 대하여, 만약 {\displaystyle \textstyle \bigcap _{i\in I}A_{i}=\varnothing }이라면, {\displaystyle \forall i\in I\colon B_{i}\supseteq A_{i}}이자 {\displaystyle \textstyle \bigcap _{i\in I}B_{i}=\varnothing }인 보렐 집합들의 집합족 {\displaystyle \{B_{i}\}_{i\in I}\subseteq {\boldsymbol {\Delta }}_{1}^{1}(X)}이 존재한다.:219, Theorem 28.5:155, Theorem 4.6.1

### 베르 범주와의 관계
임의의 위상 공간 {\displaystyle X}의 임의의 제1 범주 집합 {\displaystyle M\subseteq X}에 대하여, {\displaystyle M\subseteq {\tilde {M}}\in {\boldsymbol {\Sigma }}_{2}^{0}(X)}인 제1 범주 집합 {\displaystyle {\tilde {M}}}이 존재한다.
준열린집합들의 집합족 {\displaystyle \operatorname {BP} (X)}은 열린집합과 제1 범주 집합을 포함하는 최소의 시그마 대수이므로,:47, Proposition 8.32 모든 보렐 집합은 준열린집합이다.:71, Proposition 11.5
{\displaystyle {\boldsymbol {\Delta }}_{1}^{1}(X)\subseteq \operatorname {BP} (X)}

## 예
수학에 등장하는 대부분의 집합은 보렐 집합이다. 예를 들어, 실수 집합 {\displaystyle \mathbb {R} } 속의 다음과 같은 부분 집합들의 보렐 위계에서의 위치는 다음과 같다.
- 공집합 {\displaystyle \varnothing }: {\displaystyle {\boldsymbol {\Delta }}_{1}^{0}(\mathbb {R} )}
- 실수 집합 {\displaystyle \mathbb {R} }: {\displaystyle {\boldsymbol {\Delta }}_{1}^{0}(\mathbb {R} )}
- 양의 실수 집합 {\displaystyle \mathbb {R} ^{+}}: {\displaystyle {\boldsymbol {\Sigma }}_{1}^{0}(\mathbb {R} )}
- 음이 아닌 실수 집합 {\displaystyle \mathbb {R} _{\geq 0}}: {\displaystyle {\boldsymbol {\Pi }}_{1}^{0}(\mathbb {R} )}
- 정수 집합 {\displaystyle \mathbb {Z} }: {\displaystyle {\boldsymbol {\Pi }}_{1}^{0}(\mathbb {R} )}
- 유리수 집합 {\displaystyle \mathbb {Q} }: {\displaystyle {\boldsymbol {\Sigma }}_{2}^{0}(\mathbb {R} )}
- 무리수 집합 {\displaystyle \mathbb {R} \setminus \mathbb {Q} }: {\displaystyle {\boldsymbol {\Pi }}_{2}^{0}(\mathbb {R} )}

### Fσ집합이 아닌 열린집합
거리화 가능 공간의 모든 열린집합은 Fσ 집합이다. 그러나 이는 일반적인 위상 공간에서는 성립하지 않는다. 최소 비가산 순서수 {\displaystyle \omega _{1}}은 순서 위상을 부여하면 위상 공간을 이룬다. {\displaystyle U}가 {\displaystyle \omega _{1}}의 고립점들의 집합이라고 하자. 그렇다면 {\displaystyle U}는 열린집합이며 비가산 집합이다. 반면 {\displaystyle \omega _{1}}은 가산 콤팩트 공간이므로, 닫힌집합은 유한 집합과 동치이며, 따라서 {\displaystyle U}는 Fσ 집합이 아니다.

### 보렐 집합이 아닌 집합
실수선 {\displaystyle \mathbb {R} }에서 존재하는, 보렐 집합이 아닌 집합의 예로는 다음을 들 수 있다. (반면, 르베그 가측 집합이 아닌 집합의 존재는 선택 공리를 필요로 하므로, 구체적인 예를 들 수 없다.)
집합 {\displaystyle A\subseteq \mathbb {R} }가 다음 조건을 만족시키는 무리수들의 집합이라고 하자.
- {\displaystyle a\in A}의 연분수 표현{\displaystyle a=a_{0}+{\cfrac {1}{a_{1}+{\cfrac {1}{a_{2}+{\cfrac {1}{a_{3}+{\cfrac {1}{\ddots \,}}}}}}}}}의 계수 {\displaystyle a_{i}} 가운데, {\displaystyle a_{k_{i}}\mid a_{k_{i+1}}}인 부분 수열 {\displaystyle a_{k_{0}},a_{k_{1}},\ldots }이 존재한다.

그렇다면 {\displaystyle A}는 보렐 집합이 아닌 해석적 집합이다.

## 역사
보렐 집합의 개념은 에밀 보렐이 1905년에 도입하였다.:xi:153, §11
"Fσ 집합"이라는 용어에서, F는 프랑스어: fermé 페르메[*](닫힌집합)의 머리글자이며, σ는 프랑스어: somme 솜[*](합집합)의 머리글자에 해당하는 그리스 문자이다.:23, §1.3 마찬가지로, "Gδ 집합"이라는 용어에서, G는 독일어: Gebiet 게비트[*](근방)의 머리글자이며, δ는 독일어: Durschnitt 두르슈니트[*](교집합)의 머리글자에 해당하는 그리스 문자이다.:23, §1.3

## 같이 보기
- 기술적 집합론
- 해석적 집합
- 사영 집합